# 墨氏家族的成人禮
《墨氏家族的成人禮》（英語：The Adventure of the Musgrave Ritual）是柯南·道爾所著的福爾摩斯探案的56個短篇故事之一，收錄於《福爾摩斯回憶錄》，此故事是福爾摩斯向華生講述自己早期的探案經過。

## 故事簡介
福爾摩斯初成為偵探時，他的一位大學同學向他求助，指家中的管家偷看家族文件，原本想將他即時革辭，後念到他多年貢獻，給他一星期的時間。但只過了三日，該管家卻離奇失蹤了。福爾摩斯問同學管家偷看什麼文件，同學將該文件交予福爾摩斯，福爾摩斯認為文件有可能是一副藏寶圖，於是到同學家中根據文件的指引尋找，最終在文件指示的藏寶地點找到英國國王的王冠及管家的屍首。

## 其他
- 原著中家族的詩歌中榆樹高度及橡樹高度都是在福爾摩斯時代前200年以上的高度，然而原著中福爾摩斯卻是跟著原詩歌中的高度解謎。似乎有違植物生長的常理。在台灣東方出版社的譯本中，有改寫成福爾摩斯向管家詢問200年以前這些樹木的大約高度。

## 改編作品
- 電視劇《歇洛克·福尔摩斯》，部份中譯「馬斯格雷夫儀禮」。
- 電視劇《《第四季第三集《最後一案》有部分情節取材自本書[1]。

香港《大偵探福爾摩斯|查理一世的王冠》